# Cyflumétofène
Le cyflumétofène ou cyflumétofen ou (en) cyflumetofen est une nouvelle substance active de produit phytosanitaire (ou produit phytopharmaceutique, ou pesticide) proposée par son fabricant (Otsuka AgriTechno Co. Ltd) à la mise sur le marché comme biocide et substance active de certains pesticides pour ses propriétés acaricides.
Le fabricant proposait (en 2010) que cette molécule puisse être autorisée en Europe en tant que matière active pesticide sur les cultures ornementales, en pépinière, sur les plantes ornementales (vivaces) et dans les espaces verts publics, contre les acariens et en particulier Tetranychus urticae.
Ce produit est en cours d'évaluation en Europe, sous le nom OK-5101, sous forme d'une suspension de 200 g/l de cyflumetofen.
C'est un produit peu soluble dans l'eau, peu mobile dans le sol, mais dont certains métabolites ou produits de dégradation sont très mobiles dans l'environnement, l'un présentant des indices de toxicité.

## Caractéristiques physico-chimiques
- C'est un produit racémique (mélange en proportions égales des énantiomères lévogyre et dextrogyre d'un composé chiral)[1]. L'atome de carbone 2 du propanoate est asymétrique).
- La pureté[6] minimale de la substance active fabriquée est de 975 g·kg-1.
- Il se décompose à partir de > 293 °C (98,46 %)[1]
- Sa constante de Henry est inférieure à 9.4x10-2 Pa.m3.mol-1[1]

## Toxicologie
Selon l'AESA ;
- Des lacunes ou incertitudes persistent dans les données toxicologiques concernant l'effet de certains métabolites du produit sur les mammifères (éventuelle mutagénicité), de même concernant les impuretés du produit. Une faible toxicité aiguë a été constatée quand du cyflumétofène a été expérimentalement administré par voie orale, cutanée ou par inhalation à des animaux de laboratoires (rats, souris, chiens). On n'a pas observé d'irritation oculaire directe, mais le cyflumétofène a produit une sensibilisation de la peau dans un test de Magnusson et Kligman. 
Les principaux organes cibles du cyflumetofen lors de l'exposition à court terme et à long terme ont été les glandes surrénales, avec vacuolisation et hypertrophie des cellules cortico-surrénale chez les rats et les souris et une vacuolisation et une dégénérescence du cortex des glandes surrénales chez les chiens. Le mécanisme de la toxicité implique des interférences avec le métabolisme du cholestérol, induisant des dépôts de cholestérol dans la glande surrénale et probablement aussi dans l'ovaire à la suite d'une inhibition hormono-sensible de l'activité de la lipase. La NOEL (à court terme et à long terme) était de 16,5 mg/kg de poids corporel/jour chez le rat (études de 90 jours et 2 ans). Le cyflumétofène ne présente pas de potentiel cancérogène ou génotoxique in vivo.
- L'AESA note que le producteur a omis d'évaluer l'exposition des enfants au produit en cas d'applications dans les jardins publics ou parcs publics, qu'il souhaite voir autoriser[5].
- Les données concernant les résidus de pesticides semblent complètes. Elles concernent la somme des isomères et d'un métabolite B-1, pour l'évaluation des risques. Mais l'AESA signale que les usages prévus étant non-alimentaires, il n'a pas été procédé à une évaluation du risque toxicologique via un l'apport alimentaire[5].
- Une exposition jugée négligeable (1 % de la dose journalière admissible) des consommateurs aux résidus de métabolite B-1 existerait dans les cas où l'eau souterraine est utilisée comme eau potable[5].
- Une étude de toxicité reproductive a montré un retard dans le développement sexuel de rats (quand il y avait eu toxicité parentale), éventuellement associée une perturbation endocrinienne chez les femelles, mais non chez les mâles ; ce phénomène n'ayant toutefois pas altéré la reproduction ou la fertilité.
- Un retard dans l'ossification ou une ossification incomplète a été observée lors d'études des effets sur le développement (chez le rat et le lapin) dans les cas de toxicité maternelle. L'AESA le considère comme un perturbateur endocrinien potentiel, tant que des études ne montrent pas le contraire.
- Une administration unique de cyflumetofen[réf. nécessaire] n'a pas semblé avoir d'impact en termes de neurotoxicité.

L'AFSA a estimé que les données disponibles sur le devenir environnemental et les comportements étaient suffisantes pour effectuer les évaluations requises pour une exposition environnementale à l'échelle de l'UE, dans le cadre des utilisations représentatives du cyflumétofène, sauf pour l'évaluation de l'exposition des eaux souterraines sous les pépinières, les cultures de plantes ornementales vivaces et les espaces verts publics. En particulier, l'utilisation sur les plantes ornementales représentent un potentiel élevé de contamination par le métabolite B-3 des eaux souterraines (contamination qui pourrait dépasser 0,1 mg·l-1 - la norme européenne à ne pas dépasser par molécule). Or, sur la base des données toxicologiques disponibles pour les mammifères, l'Agence a conclu que le métabolite B-3 présentait un risque toxicologique avéré; semblant plus toxique que sa molécule mère, avec une mortalité observée dès  500 mg·kg-1 de poids corporel. Des indices de mutagénicité existent, avec des résultats contradictoires, à éclaircir par d'autres études selon les experts interrogés par l'AESA.
L'EFA notait aussi en 2012 que bien qu'il s'agisse d'un produit racémique, d'éventuelles différences d'impact ou de dégradation entre les deux énantiomères n'ont pas été étudiées dans les études présentées par le fabricant, ni chez les animaux, ni dans l'environnement ; ils n'ont donc n'ont pas non plus été évalués lors de l'examen par les pairs.

## Écotoxicologie
Début, 2012, l'AESA - pour les usages normaux et représentatifs du produit en Europe - a jugé que le risque d'impacts écotoxicologiques directs était « faible » pour :
- les oiseaux, mammifères, abeilles et organismes non-cibles tels qu'arthropodes, lombrics et macro-et micro-organismes du sol[5] ;
- le risque de perturbation des méthodes biologiques de traitement des eaux usées[5] ;
- les plantes terrestres non-cibles[5].

L'AESA a toutefois pointé deux lacunes dans les données nécessaires à l'évaluation des impacts pour les organismes aquatiques. Notamment, des données étaient demandées pour les effets de 10 métabolites du cyflumétofène sur les organismes aquatiques, mais les données sur la toxicité pour les organismes vivants dans la colonne d'eau n'ont été fournies que pour trois de ces métabolites (AB-11, B-1, B-2). Et ces données ne couvraient que la toxicité aiguë pour les daphnies et les algues. Sur cette base, le risque parait faible pour les métabolites AB-11 et B-1. Mais « un risque aigu élevé a été identifié pour les invertébrés aquatiques pour le métabolite B-2 ».

## Persistance
- En laboratoire, dans le noir et en condition aérobie en incubateur/sol, la molécule et ses premières molécules de dégradation font preuve d'une persistance significative. 
Aucune étude sur les processus de dégradation en condition anaérobie n'a été fournie à l'AESA (à la date de janvier 2012), bien que ce soit une information qui peut être requise dans certains états européens pour l'autorisation de mise sur le marché ;
- En laboratoire, le cyflumétofène et son métabolite AB-1 étaient très peu mobiles dans le sol, mais « les Métabolites B-1 et B-3 présentaient une très grande mobilité » ;
- la dégradation photolytique sur la surface du sol exposée à la lumière ne devrait pas jouer selon l'AESA un rôle significatif sur la cinétique environnementale globale des résidus de cyflumétofène dans le sol ;
- Elle est susceptible d'être photodégradée dans l'eau (dans une eau tamponnée à pH 5)

## Réglementation
Sur le plan de la réglementation des biocides (dont pesticides et produits phytopharmaceutiques) :
- Comme pour toute nouvelle substance, le cyflumétofène doit dans l'Union européenne, conformément à l'article 6 (2) de la directive 91/414/CEE[7], faire l'objet d'une évaluation pour être inclus dans l'annexe I de la directive 91/414/CEE. Conformément à l'article 6 de la directive 91/414/CEE, la complétude du dossier a été évaluée et confirmée par la décision de la Commission du 26 avril 2010 (2010/244/EU).

L'Union européenne a confié à l'Autorité européenne de sécurité des aliments (AESA) un examen par les pairs de ce produit après une évaluation initiale du dossier par les Pays-Bas. 
L'examen par les pairs a été lancé le 26 janvier 2011, l'AESA étant missionnée pour effectuer un examen par des pairs spécialisés dans les domaines de la toxicologie chez les mammifères, de la cinétique et du comportement des produits chimiques dans l'environnement et des écotoxicologues. Leurs conclusions ont été synthétisées et publiées en janvier 2012. Concernant l’identification, les propriétés physiques ou chimiques et les techniques et méthodes d'analyse, l'AESA a relevé une lacune dans la présentation d'une méthode analytique pour le métabolite B-2 dans les eaux de surface.
- Pour l'Union européenne : cette substance est en attente d'une autorisation, et donc interdite dans l'UE tant que l'autorisation n'est pas délivrée.
- Ce produit fait l'objet d'une évaluation (dont par l'AESA, avec de premiers résultats publiés début 2012[5]).

19/01/2013 :
http://gouvactu.adminet.fr/actualites-reglementaires-phytosanitaires-du-12-au-18-janvier-2013-semaine-03-synd00166600.html  Attention, lien cassé (au 19 décembre 2023)
RÈGLEMENT D'EXÉCUTION (UE) No 22/2013 DE LA COMMISSION du 15 janvier 2013 portant approbation de la substance active cyflumétofène, conformément au règlement (CE) no 1107/2009 du Parlement européen et du Conseil concernant la mise sur le marché des produits phytopharmaceutiques, et modifiant l'annexe du règlement d'exécution (UE) no 540/2011 de la Commission
Numéro officiel : UE/22/2013
Date de signature : 15/01/2013
Liens juridiques : Modification le 01/06/2013 Règlement UE/540/2011 25/05/2011